# Le Jour le plus long (chanson)
Le Jour le plus long est une chanson écrite par Paul Anka  adaptée en français par Eddy Marnay et  interprétée, entre autres, par Dalida et John William. Elle est sortie en 1962. La chanson de Dalida se classe à la 3e position des ventes en 1962.